# 卡羅爾頓鎮區 (明尼蘇達州菲爾莫爾縣)
卡羅爾頓鎮區（英語：Carrollton Township）是位於美國明尼蘇達州菲爾莫爾縣的一個行政鎮區。

## 地方資料
卡羅爾頓鎮區的面積為98.21平方千米，當中陸地面積為97.86平方千米，而水域面積為0.34平方千米。根據2020年美國人口普查的數據，當地共有人口379人，而人口密度為每平方千米3.86人。